# Wolfgang Fuß
Wolfgang Fuß (* 25. Juli 1945 in Hilden; † 3. Juli 2019 in Linau) war ein deutscher Politiker (SPD/Freie Wähler).

## Leben
Nach dem Erreichen der mittleren Reife machte Fuß eine Ausbildung zum Steuerfachgehilfen und sammelte berufliche Erfahrungen in der Druckindustrie, der Verpackungsindustrie, bei Versicherungen und bei der DAG.

## Politik
Fuß hatte zunächst verschiedene kommunalpolitische Funktionen in Hilden und im Kreis Mettmann inne. Später zog er jedoch nach Schleswig-Holstein. 1990 wurde er Ortsvereinsvorsitzender der SPD in Kuddewörde, 1998 wurde er Mitglied in der dortigen Gemeindevertretung. In der 15. Wahlperiode, also von 2000 bis 2005, saß er im Landtag von Schleswig-Holstein. Er wurde im Landtagswahlkreis Lauenburg-Mitte direkt gewählt. Bei der Landtagswahl 2009 trat Fuß im selben Wahlkreis als Direktkandidat der Freien Wähler an.
Fuß war verheiratet und Vater von zwei Töchtern.